# Чикали
Чикали — посёлок в Кунгурском районе Пермского края России, входящий в состав Филипповского сельского поселения. Посёлок находится при железнодорожном разъеде Чикали.

## География
Посёлок располагается к западу от Срединного Уральского хребта в гористой и лесистой местности в южной части Кунгурского района по левому берегу реки Сылвы. На противоположном берегу реки расположен природный памятник Среднего Урала - скала Ермак-камень - популярное место туризма. Посёлок находится к юго-востоку от Перми и к северо-западу от Екатеринбурга, к западу от Нижнего Тагила и примерно в 6 километрах к западу от восточной границы центра округа города Кунгура на юго-восток вдоль железной дороги Пермь — Екатеринбург. В пределах посёлка на железнодорожной линии есть остановочный пункт с одноимённым названием.

## Климат
Климат умеренно-континентальный с продолжительной снежной зимой и коротким, умеренно-тёплым летом. Средняя температура июля составляет +17,8 0С, января −15,6 0С. Среднегодовая температура воздуха составляет + 1,3°С. Средняя продолжительность периода с отрицательными температурами составляет 168 дней и продолжительность безморозного периода 113 дней. Среднее годовое количество осадков составляет 539 мм.

## История
Известен с 1911 года как разъезд. Название получил от выселка Чихали, который уже существовал в 1879 году.

## Население
Постоянное население составляло 100 человек в 2002 году (84 % русские), 41 человек в 2010 году.